# TP-2.com
TP-2.com è il quinto album del cantante R&B R. Kelly, pubblicato per la Jive Records nel 2000.

## Tracce
1. TP-2 - 2:19 - (R. Kelly)
2. Strip For You - 4:10 - (R. Kelly)
3. R&B Thug - 4:03 - (R. Kelly)
4. The Greatest Sex - 4:39 - (R. Kelly)
5. I Don't Mean It - 4:19 - (R. Kelly)
6. Just Like That - 4:34 - (R. Kelly)
7. Like a Real Freak - 4:34 - (featuring General) (R. Kelly)
8. Fiesta - 3:16 - (featuring Boo & Gotti) (R. Kelly)
9. Don't You Say No - 4:06 - (R. Kelly)
10. The Real R. Kelly (Interlude) - 0:54 - (R. Kelly)
11. One Me - 3:53 - (R. Kelly)
12. I Wish - 5:34 - (R. Kelly)
13. A Woman's Threat - 5:55 - (R. Kelly)
14. I Decided - 4:12 - (R. Kelly)
15. I Mean (I Don't Mean It) - 3:25 - (R. Kelly)
16. I Wish - Remix (To The Homies That We Lost) - 5:17 - (featuring Boo & Gotti) (R. Kelly)
17. All I Really Want - 3:59 - (R. Kelly)
18. Feelin' On Yo Booty - 4:05 - (R. Kelly)
19. The Storm Is Over Now - 4:32 - (R. Kelly)